# Bebe Rexha

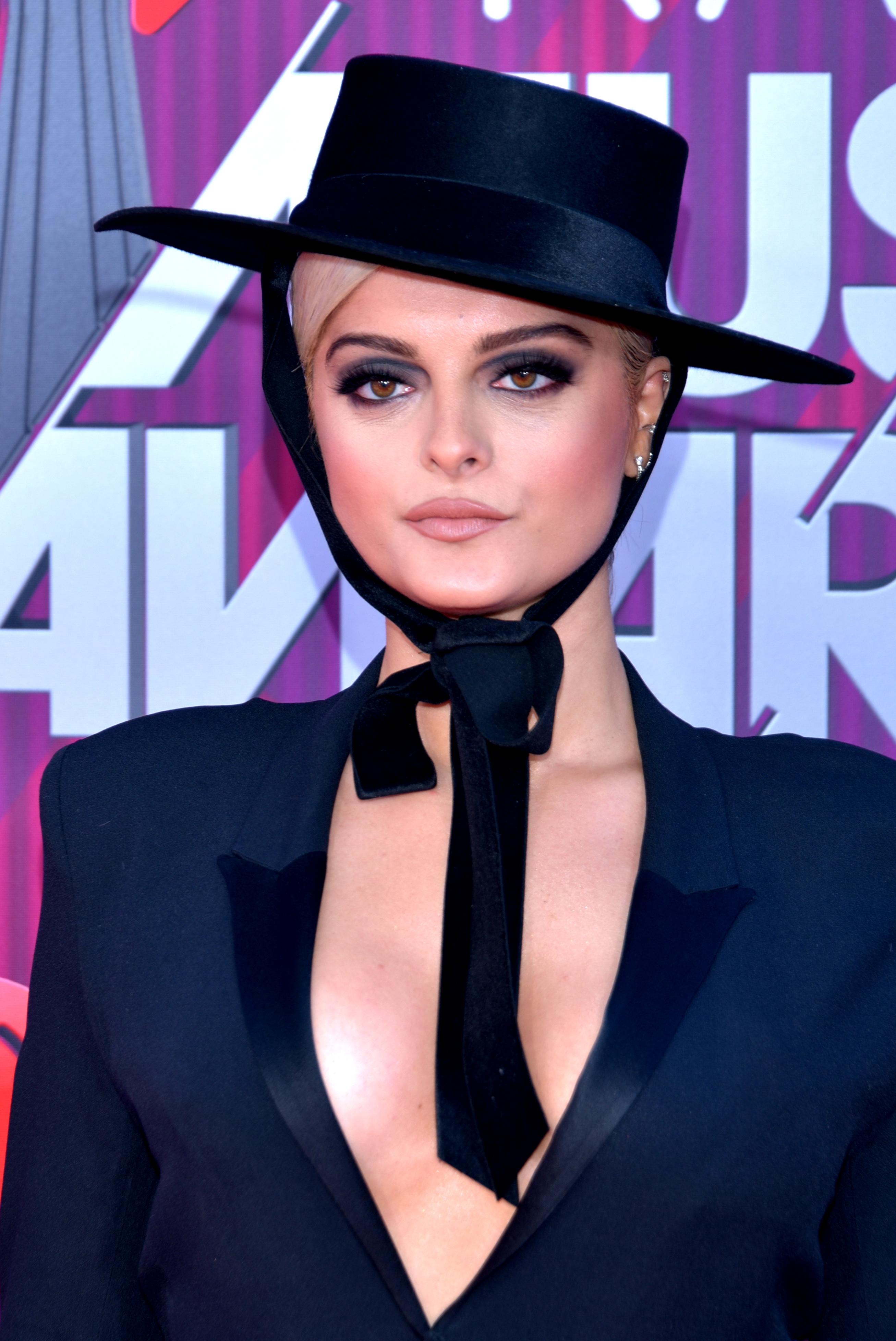
Bebe Rexha (2019)

Bleta „Bebe“ Rexha [ˌblɛta ˌbɛbɛ ˈɾɛd͡ʒa] (* 30. August 1989 in Brooklyn, New York) ist eine US-amerikanische Popsängerin mit albanischen Wurzeln.

## Biografie
Bebe Rexha wurde am 30. August 1989 im New Yorker Stadtbezirk Brooklyn geboren und wuchs auf Staten Island auf. Sie ist das Kind albanischer Emigranten aus Jugoslawien. Ihr Vater stammt aus Debar, die Familie der in den USA geborenen Mutter aus Gostivar. Schon als Vierjährige spielte sie in Musicals mit und war musikalisch sehr aktiv. Sie lernte Klavier, Gitarre und Trompete.
Am 15. April 2019 outete sie sich über Twitter, dass sie unter einer bipolaren Störung leide.

### Bis 2010: Musikalische Anfänge
Mit 15 wurde sie entdeckt und nahm an einem Songwriter-Workshop teil. Sie gewann den Best Teen Songwriter Award der Recording Academy, die auch die Grammy Awards veranstaltet, und bekam so schon früh Einblick ins Musikgeschäft.
Pete Wentz von Fall Out Boy holte sie 2010 als Sängerin in sein zweites Bandprojekt Black Cards. Sie machte einige Aufnahmen mit der Band, nach deren Aus 2012 begann sie eine Solokarriere. Zuerst war sie als Songwriterin unter anderem für Selena Gomez tätig. Im selben Jahr schrieb sie für ihr geplantes Studioalbum das Lied Monster Under My Bed. Das Lied wurde von Eminems Produzenten an diesen weitergegeben. Dieser produzierte auf Grundlage der Demo-Version schlussendlich The Monster, dessen Refrain von Rihanna neu eingesungen wurde, während Rexha als Backgroundsängerin zu hören war. Die finale Version wurde zu ihrem ersten Nummer-eins-Hit.

### 2013–2015: Internationaler Durchbruch

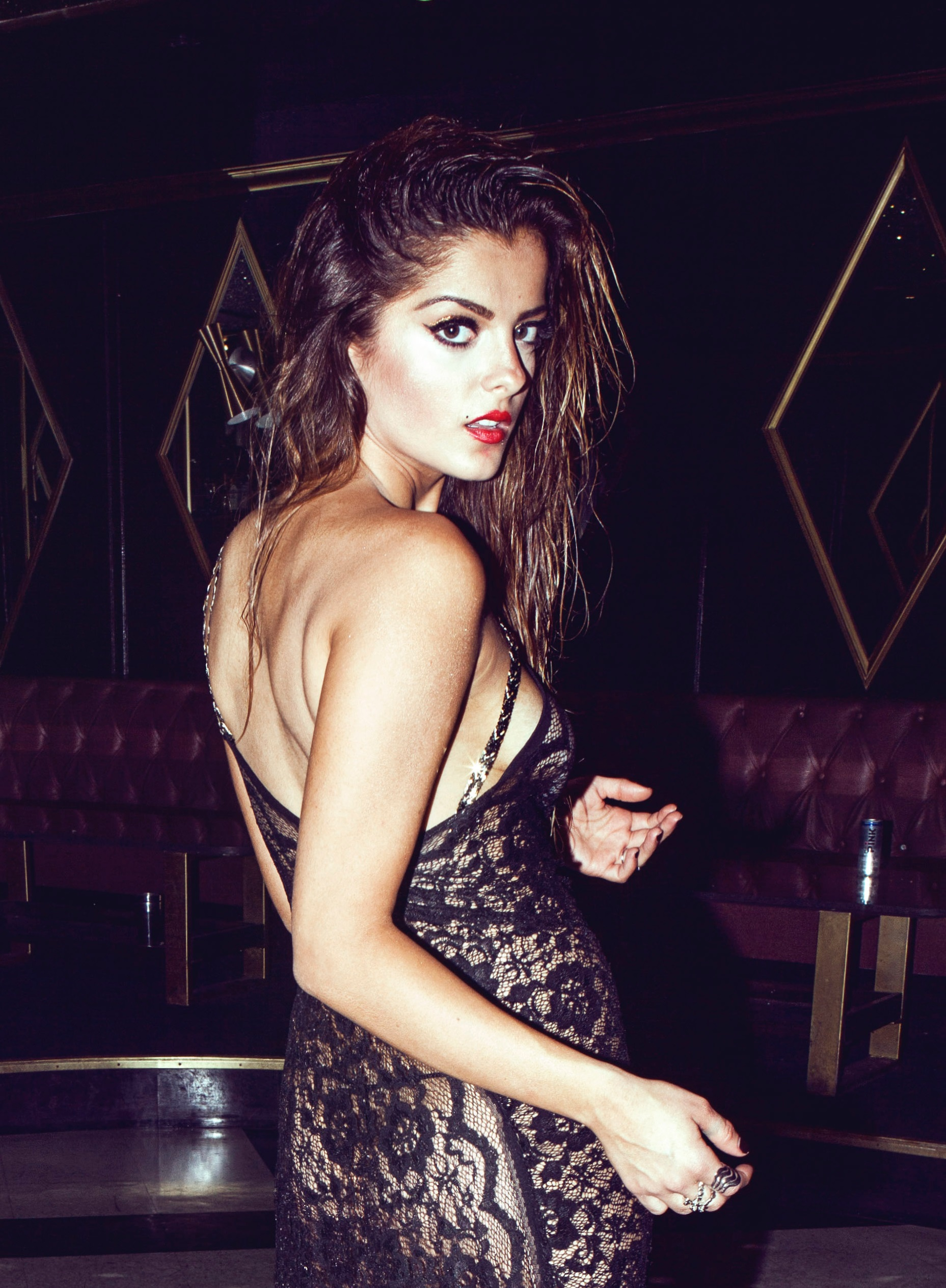
Bebe Rexha 2014

Nach mehreren Veröffentlichungen im Internet erhielt sie 2013 einen eigenen Plattenvertrag bei Warner. Ihre erste erfolgreiche Veröffentlichung war Take Me Home, wo sie als Sängerin für die Band Cash Cash in Erscheinung trat. Das von ihr mitgeschriebene Lied entwickelte sich im Frühjahr 2014 zu ihrem ersten internationalen Erfolg als offizielle Gastmusikerin und erreichte unter anderem Platz 5 der Charts in Großbritannien. Ende des Jahres war sie an Hey Mama von David Guetta, Nicki Minaj und Afrojack beteiligt, das in Europa und den USA ein Top-10-Hit war. Das Lied verkaufte sich über zwei Millionen Mal in den USA (Doppelplatin) und erreichte in zehn weiteren Ländern Platin-Status.
Am 21. April 2014 erschien ihre erste eigene Single I Can’t Stop Drinking About You. An der Remix-Single beteiligten sich unter anderem die Chainsmokers und Quintino. Mit dem zweiten Lied I’m Gonna Show You Crazy war sie bei Spotify erfolgreich und erreichte in Nordeuropa die Charts. Im Mai 2015 erschien ihre erste EP unter dem Titel I Don’t Wanna Grow Up mit diesen beiden und drei weiteren Songs, die aber keinen ersichtlichen kommerziellen Erfolg verbuchen konnten.
Im Januar 2015 veröffentlichte der niederländische DJ Hardwell sein erstes Studioalbum United We Are, auf dem sie sich bei einer Neuaufnahme des Liedes Dare You mit Matthew Koma beteiligte. Im August 2015 feierte sie einen weiteren Erfolg als Gastsängerin bei That’s How You Know von Nico & Vinz und Kid Ink, das sich in Nordeuropa und Australien zu einem Hit entwickelte. In Form eines Remix von HEYHEY erfolgte im Frühjahr 2016 ein Re-Release des Liedes, das den Track auch in weiteren europäischen Ländern in die Charts brachte.

### 2016:Me Myself & IundIn the Name of Love

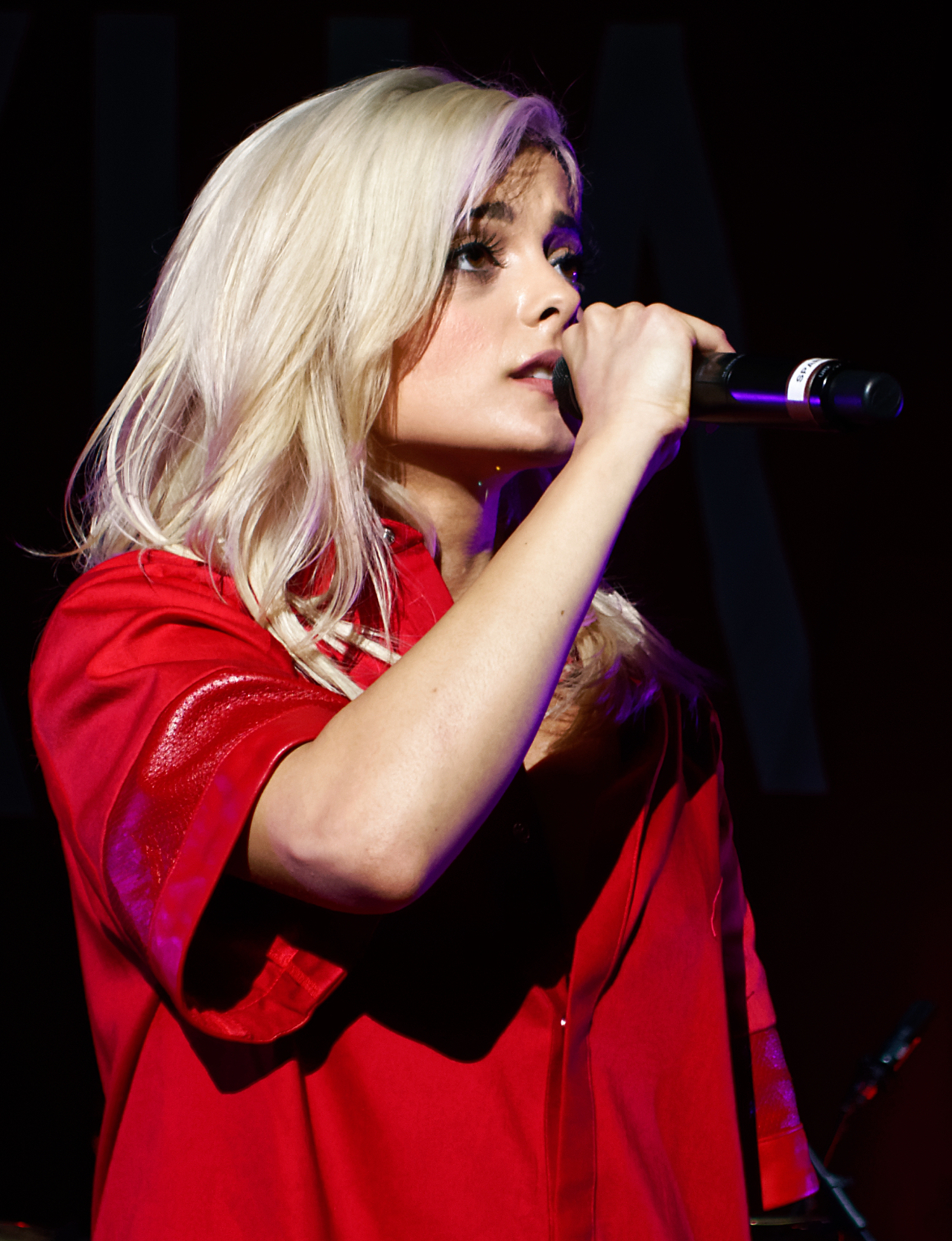
Bebe Rexha live im Staples Center

Ende 2015 erschien das Lied Me, Myself & I, welches in Zusammenarbeit mit dem US-amerikanischen Rapper G-Eazy entstand. Support bildeten insbesondere ihre gemeinsamen Auftritte bei Jimmy Kimmel Live im Dezember 2015, der Tonight Show mit Jimmy Fallon im Januar 2016 und bei den 3rd iHeartRadio Music Awards. Im Laufe der Wochen und Monate nach Veröffentlichung rückte der Song in etlichen Ländern weltweit immer weiter chartaufwärts; so erreichte der Track in über 15 Ländern eine Top-10-Platzierung und verkaufte sich innerhalb eines Jahres knapp 5,5 Millionen Mal. Das offizielle Musikvideo zählt knapp eine halbe Milliarde Aufrufe.
Die Single No Broken Hearts wurde am 16. März 2016 veröffentlicht und platzierte sich in den deutschen Singlecharts. Hierbei wirkte Nicki Minaj als Gastmusikerin mit. Am 29. Juli 2016 veröffentlichte Rexha die Single In the Name of Love zusammen mit dem niederländischen Produzenten Martin Garrix. Das Lied erreichte die Top 15 in Deutschland, Österreich und der Schweiz und rückte ebenfalls in das obere Viertel der US-amerikanischen Billboard Hot 100 vor. Gemeinsam traten sie mit dem über 3,7 Millionen Mal verkauften Lied bei den MTV Europe Music Awards 2016 auf.
Am 6. November 2016 moderierte Rexha die jährliche Zeremonie der MTV Europe Music Awards. Zugleich präsentierte sie dort gemeinsam mit Martin Garrix an der Gitarre eine Acoustic-Version von In the Name of Love.

### 2017:All Your Fault Pt. 1 + Pt. 2
Am 17. Februar 2017 erschien ihre zweite EP All Your Fault Pt. 1. Die erste Auskopplung aus dieser wurde mit dem Lied I Got You bereits im Herbst 2016 veröffentlicht. Diese konnte ihr in den meisten europäischen Ländern sowie auch in den USA eine Chartplatzierung einräumen. Für die EP kollaborierte sie unter anderem mit Ty Dolla $ign und ein zweites Mal mit G-Eazy. In unter anderem Großbritannien, der Schweiz und den Vereinigten Staaten platzierte sich die EP in den Charts.
Im Mai 2017 wurde „Bebe Rexha: The Ride“ auf MTV ausgestrahlt – ein Dokumentarfilm, der die markanten Momente und Meilensteine aus Rexhas Karriere zeigt.
Am 21. Juli 2017 veröffentlichte das One-Direction-Ex-Mitglied Louis Tomlinson die Single Back to You, bei der mit Rexha und der britische Produzent Digital Farm Animals als Feature mitwirken. Der Song erreichte Platz 40 der Billboard Hot 100.
Am 11. August 2017 erschien ihre dritte EP All Your Fault: Pt. 2. Die erste Singleauskopplung The Way I Are (Dance with Somebody), welche in Zusammenarbeit mit Lil Wayne entstand, erschien bereits am 19. Mai 2017. Der Song enthält einen Teil des Liedes I Wanna Dance with Somebody von Whitney Houston. Die am 24. Oktober 2017 veröffentlichte Single Meant to Be, welche in Zusammenarbeit mit Florida Georgia Line entstand, erreichte Platz 2 der Billboard Hot 100 und konnte sich in vielen weiteren Ländern in den Charts platzieren. Für den Soundtrack des Filmes Bright entstand zusammen mit Machine Gun Kelly und X Ambassadors die Single Home.
Als Werbung für ihre EP und das Debütalbum des US-amerikanischen Sängers und Songwriters Marc E. Bassy, planten sie im Oktober 2017 eine Co-Headliner-Tour durch die Vereinigten Staaten, die den Namen „The Bebe & Bassy Tour“ tragen sollte. Die Tour war kurzlebig, da Rexha sich infizierte und strikte Stimmruhe verschrieben bekam. Sie ließ offen, ob sie Bassy auf seiner US-Tour, die im Frühjahr 2018 erfolgen sollte, begleiten würde.

### 2018: Debüt-AlbumExpectations

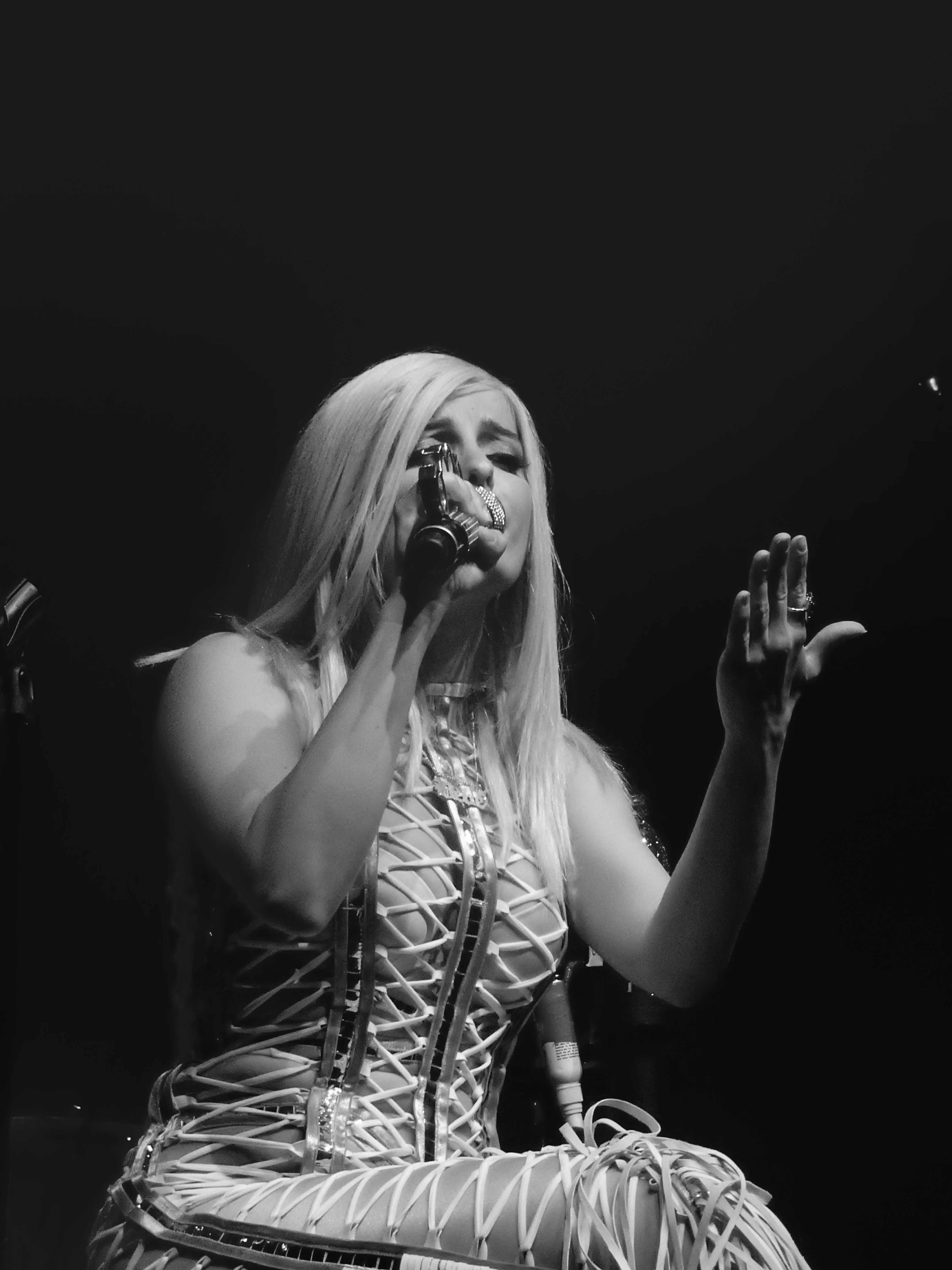
Bebe Rexha in London 2018

Im März 2018 veröffentlichte der US-amerikanische Sänger Ne-Yo das Lied Push Back, bei dem Rexha gemeinsam mit Stefflon Don als Gastmusiker mitwirkte.
Im April 2018 kündigte Bebe Rexha ihr Debüt-Album Expectations an, das am 22. Juni 2018 veröffentlicht werden soll. Die bereits in den Vorjahren erschienenen Singles I Got You und Meant to Be stellen die ersten beiden Single-Auskopplung des Albums dar. Am 13. April 2018 wurde erstmals die Möglichkeit angeboten, das Album vorzubestellen. Im Zuge dessen erschienen die Lieder Ferrari und 2 Souls on Fire als Promo-Singles. Letztere wurde mit dem US-amerikanischen Rapper Quavo aufgenommen. Das offizielle Musikvideo zu Ferrari konnte insbesondere durch seine Produktion im Porträt-Modus Aufmerksamkeit gewinnen.
Am 11. Mai 2018 erschien das Lied Girls, das in Kollaboration mit den Sängerinnen Rita Ora und Charli XCX sowie der Rapperin Cardi B entstand und Teil von Oras Studioalbum Phoenix ist. Der Track erreichte unter anderem in Deutschland, Großbritannien und Frankreich die offiziellen Singlecharts.
Am 15. Juni 2018 veröffentlichte Rexha das Lied I’m a Mess als dritte Single und zeitgleich letzte Vorab-Single aus dem Studioalbum, nachdem bereits im September 2017 via Instagram auf den Song angespielt worden war. Ein weiterer Preview war am 20. April 2018 veröffentlicht worden. Der Track basiert lose auf dem Lied Bitch von Meredith Brooks aus dem Jahr 1997. Nachdem sie zu Beginn nur in Kanada und den USA in die offiziellen Singlecharts vorrücken konnte, erreichte der Song zwischen August 2018 und September 2018 in über 15 Ländern eine Chartplatzierung.
Das Studioalbum Expectations wurde am 22. Juni 2018 über Warner Music Group veröffentlicht. An der Entstehung des Albums hatten sich diverse Produzenten beteiligt, darunter Hit-Boy, The Stereotypes und Captain Cuts. Während das Studioalbum unter anderem von The Independent und New Musical Express durch Rexhas Rolle als „Antiheldin“ und „gefährliche Frau, die heftig mit Themen der Depression, einem Mangel an Selbstbeherrschung und Unvorhersehbarkeit spielt“ sehr positiv bewertet wurde, erntete es von Laura Snapes von The Guardian starke Kritik, begründet mit übermäßiger Verwendung von Auto-Tune und Rexhas „verzweifelten Suche nach einer Identität“.
Am 26. Oktober 2018 veröffentlichte David Guetta das Lied Say My Name, bei dem sie gemeinsam mit dem kolumbianischen Sänger J Balvin die Vocals beisteuerte. Bereits nach dem Release von Guettas Studioalbum 7 erreichte der Track die Charts von unter anderem Deutschland, Schweden und Österreich. Der Latin-Pop-Song sollte ursprünglich bereits im Juli 2018 mit Demi Lovato an Stelle von Rexha als Sängerin erscheinen.

### 2019:Last Hurrah&Call You Mine
Anfang des Jahres veröffentlichte Rexha ihre erste Single von ihrem zweiten Album Last Hurrah. Diese platzierte sich in den britischen, US-amerikanischen und deutschen Charts. Im Mai 2019 veröffentlichten The Chainsmokers und sie ihre gemeinsame Single Call You Mine. Dies ist Rexhas zweite Zusammenarbeit mit diesem DJ-Duo. Zuvor veröffentlichten The Chainsmokers einen Remix zu Rexhas Debütsingle I Can't Stop Drinking About You. Am 30. August, ihrem 30. Geburtstag, veröffentlichte die Sängerin die Promo-Single Not 20 Anymore mit dazugehörigem Musikvideo. Einen Monat später erschien ihre Single You Can't Stop The Girl. Dieser Song wurde für den Film Maleficent: Mächte der Finsternis aufgenommen.

### 2020–2021:Better Mistakes
Rexha veröffentlichte im Oktober ihre Single Baby I’m Jealous mit Doja Cat als Gastinterpretin. Das Lied platzierte sich auf Platz 58 in den US-Charts. Später veröffentlichte Rexha zwei weitere Abmischungen des Liedes, eine mit Natti Natasha und Doja Cat sowie eine „Stripped Version“.
Am 5. März 2021 veröffentlichte Rexha Sacrifice, die zweite Album-Auskopplung ihres angekündigten Albums Better Mistakes. Der Song konnte sich in den Billboard Charts zwei Wochen halten und sich auf Platz drei platzieren. Am 16. April 2021 veröffentlichte Rexha die dritte Songauskopplung mit dem Titel Sabotage. Am 7. Mai erschien ihr zweites Studioalbum Better Mistakes mit insgesamt 13 Titeln. Gemeinsam mit dem deutschen DJ Topic veröffentlichte Rexha am 11. Juni 2021 die Single Chain My Heart. Das Stück, welches auch als Teil des Soundtracks zu Einer wie keiner (He’s All That) erschien, platzierte sich auf Rang 100 der deutschen Singlecharts sowie auf Rang 16 der US-amerikanischen Dance/Electronic Songs.

### 2022–2023:Bebe
Im August 2022 wurde ein Remix des Eiffel 65-Songs Blue (Da Ba Dee) mit dem Titel I'm Good (Blue) von David Guetta und Rexha veröffentlicht, nachdem er auf TikTok viral gegangen war. Am 17. Februar 2023 veröffentlichte Rexha das Musikvideo zu Heart Wants What It Wants, Lead-Single ihres dritten Studioalbums Bebe. Das Album wurde am 28. April 2023 veröffentlicht und enthält auch die Single Satellite, die am 20. April 2023 veröffentlicht wurde, sowie I’m Good (Blue). Das Album enthält Gastbeiträge von Dolly Parton und Snoop Dogg.

## Diskografie
Studioalben

| Jahr | Titel Musiklabel                   | Höchstplatzierung, Gesamtwochen, AuszeichnungChartplatzierungen (Jahr, Titel, Musiklabel, Platzierungen, Wochen, Auszeichnungen, Anmerkungen) | Höchstplatzierung, Gesamtwochen, AuszeichnungChartplatzierungen (Jahr, Titel, Musiklabel, Platzierungen, Wochen, Auszeichnungen, Anmerkungen) | Höchstplatzierung, Gesamtwochen, AuszeichnungChartplatzierungen (Jahr, Titel, Musiklabel, Platzierungen, Wochen, Auszeichnungen, Anmerkungen) | Höchstplatzierung, Gesamtwochen, AuszeichnungChartplatzierungen (Jahr, Titel, Musiklabel, Platzierungen, Wochen, Auszeichnungen, Anmerkungen) | Höchstplatzierung, Gesamtwochen, AuszeichnungChartplatzierungen (Jahr, Titel, Musiklabel, Platzierungen, Wochen, Auszeichnungen, Anmerkungen) | Anmerkungen                                               |
| Jahr | Titel Musiklabel                   | DE | AT | CH | UK | US | Anmerkungen                                               |
| ---- | ---------------------------------- | --- | --- | --- | --- | --- | --------------------------------------------------------- |
| 2018 | Expectations Warner Music (WMG)    | DE55 (1 Wo.)DE | AT71 (1 Wo.)AT | CH31 (1 Wo.)CH | UK33 (3 Wo.)UK | US13 Platin · (62 Wo.)US | Erstveröffentlichung: 22. Juni 2018 Verkäufe: + 1.220.000 |
| 2021 | Better Mistakes Warner Music (WMG) | — | — | — | — | US140 (1 Wo.)US | Erstveröffentlichung: 7. Mai 2021                         |
| 2023 | Bebe Warner Music (WMG)            | — | — | — | — | US132 (1 Wo.)US | Erstveröffentlichung: 28. April 2023 Verkäufe: + 40.000   |